# La Reine des abeilles
Pour l’article homonyme, voir La Reine des abeilles (film, 1978).
Albums de Melissa Mars
Et alors !
(2003) À la recherche de l'amour perdu
(2007)
La Reine des abeilles est le second album de la chanteuse Melissa Mars, sorti le 14 février 2005.
L'album a fait l'objet d'une réédition en janvier 2006.

## Titres
| 1.  | And… I Hate You                  | Lilas Klif / Melissa Mars                   | 03:25 |
| 2.  | Dead Sunday, le bar des routiers | Lilas Klif & Melissa Mars / Franck Langolff | 03:50 |
| 3.  | Les p'tits cons                  | Lilas Klif / Franck Langolff                | 03:00 |
| 4.  | Be Careful Man                   | Lilas Klif & Melissa Mars / Melissa Mars    | 03:08 |
| 5.  | Apocalypse                       | Melissa Mars & Lilas Klif / Norman Gaby     | 03:16 |
| 6.  | Noirs Désirs                     | Melissa Mars & Lilas Klif / Franck Langolff | 03:35 |
| 7.  | Jeux sucrés                      | Lilas Klif / Franck Langolff                | 03:18 |
| 8.  | Je me confesse                   | Lilas Klif / Franck Langolff                | 03:05 |
| 9.  | Dans ma bulle antisismique       | Lilas Klif / Norman Gaby                    | 03:34 |
| 10. | Poupée cassée                    | Lilas Klif / François Bernheim              | 02:47 |
| 11. | Il pleut sur l'oreiller          | Lilas Klif & Melissa Mars / Franck Langolff | 02:45 |
| 12. | Le chat de gouttière             | Lilas Klif / François Bernheim              | 02:53 |
| 13. | Un homme dans ma peau            | Lilas Klif / Franck Langolff                | 03:09 |
| 14. | La reine des abeilles            | Lilas Klif / Melissa Mars                   | 07:40 |

| 1.  | And… I Hate You                     | Lilas Klif / Melissa Mars                   | 03:25 |
| 2.  | Dead Sunday - le bar des routiers   | Lilas Klif & Melissa Mars / Franck Langolff | 03:50 |
| 3.  | Les p'tits cons                     | Lilas Klif / Franck Langolff                | 03:00 |
| 4.  | Be Careful Man                      | Lilas Klif & Melissa Mars / Melissa Mars    | 03:08 |
| 5.  | Apocalips                           | Melissa Mars & Lilas Klif / Norman Gaby     | 03:33 |
| 6.  | Noirs Désirs                        | Melissa Mars & Lilas Klif / Franck Langolff | 03:35 |
| 7.  | Chaperon rouge (duo avec Irmavep)   | Irmavep                                     | 03:28 |
| 8.  | Jeux sucrés                         | Lilas Klif / Franck Langolff                | 03:12 |
| 9.  | Je me confesse                      | Lilas Klif / Franck Langolff                | 03:05 |
| 10. | Dans ma bulle antisismique          | Lilas Klif / Norman Gaby                    | 03:44 |
| 11. | Poupée cassée                       | Lilas Klif / François Bernheim              | 02:47 |
| 12. | Il pleut sur l'oreiller             | Lilas Klif & Melissa Mars / Franck Langolff | 02:45 |
| 13. | Le chat de gouttière                | Lilas Klif / François Bernheim              | 02:53 |
| 14. | Un homme dans ma peau               | Lilas Klif / Franck Langolff                | 03:09 |
| 15. | La reine des abeilles               | Lilas Klif / Melissa Mars                   | 02:05 |
| 16. | And… I Hate You (Remix by Alex Kid) | Lilas Klif / Melissa Mars                   | 08:16 |

## Crédits
Réalisé par : Franck Langolff, Melissa Mars, Lilas Klif, Thomas Garriot, Norman Gaby 

Sauf (5) : réalisé par Frédéric Helbert - Sauf (7) : Melissa Mars vs Irmavep, réalisé par Laurent Gueneau et Irmavep - Sauf (12) : réalisé par Jean-Claude Vannier - Sauf (16) : remix by Alex Kid 

Guitares : Franck Langolff, Norman Gaby 

Basses : Franck Langolff, Norman Gaby, Thomas Garriot 

Programmations Batterie : Gaby 

Programmations : Norman Gaby, Thomas Garriot, Melissa Mars 

Claviers, Piano : Norman Gaby 

Harmonica : Melissa Mars 

Ukulele : Franck Langolff (1), Norman (13) 

Direction Cordes et Cuivres : Thierry de Neuville, sauf (12) : Jean-Claude Vannier, sauf (7) : Vic Emerson 

Chœurs : Melissa Mars, Thomas Garriot (3) 

Chant et Création du personnage : Melissa Mars

## Singles
- And... I Hate You
- Dans ma bulle antisismique
- Apocalips